# El vell i la mar (pel·lícula)
El vell i la mar (títol original en anglès: The Old Man and the Sea) és una pel·lícula dels Estats Units dirigida per John Sturges, estrenada el 1958, adaptació de la novel·la d’Ernest Hemingway (1952). Està doblada al català.

## Argument
Un vell pescador, que no ha pescat res durant dies, encara el mar una vegada més. Mentre deriva en alta mar, sent una violenta sotragada al final del seu fil. L'enorme animal no vol rendir-se; s'obstina cada vegada més a no deixar-se anar. Aquest duel l'allunya considerablement cap a l'alta mar. Sobtat, l'enorme peix, en una última convulsió, brolla amb tota la seva talla i deixa l'ànima. Quin monstre! És més gran que la barca! El vell no en pot tornar sense! El seu orgull no li ho permet. Llavors el lliga a la seva barca i fa cap cap a la costa. Els taurons entren en escena, i, després d'un combat desigual, tenen raó de l'animal. L'endemà al matí, la gent s'empenta per veure un enorme esquelet de peix lligat a la barca del vell home...

## Repartiment
- Spencer Tracy: el vell / El narrador
- Felipe Pazos: el noi
- Harry Bellaver: Martin
- Don Diamond: Propietari del cafè
- Don Blackman: Lluitador
- Joey Ray: Jugador
- Mary Hemingway: Turista
- Richard Alameda: Jugador
- Tony Rosa: Jugador
- Carlos Rivero: Jugador
- Robert Alderette: Jugador
- Mauritz Hugo: Jugador
- Ernest Hemingway: Turista al cafà (cameo)

## Premis i nominacions

### Premis
- 1959: Oscar a la millor banda sonora per Dimitri Tiomkin

### Nominacions
- 1959: Oscar al millor actor per Spencer Tracy
- 1959: Oscar a la millor fotografia per James Wong Howe
- 1959: Globus d'Or al millor actor dramàtic per Spencer Tracy

## Crítica
- "Meravellós drama mariner"[3]